# Petunia Pig
Petunia Pig est un personnage de fiction dans les séries de dessin animé Looney Tunes et Merrie Melodies de Warner Bros. C'est une truie, amour du cochon Porky Pig.

## Historique
Petunia Pig a été créée par Frank Tashlin dans le cartoon Looney Tunes de 1937 Porky amoureux (Porky's Romance). Son nom vient du prénom féminin Petunia d'origine nord-amérindienne, qui signifie « fleur ». Le cartoon Porky's Romance est une parodie du dessin animé de 1932 Le Cauchemar de Mickey (Mickey's Nightmare) de Walt Disney. Mais si Mickey Mouse semble enfin se marier avec Minnie (un cauchemar l'en dissuade cependant !), Porky Pig amoureux, lui, se voit opposer un refus par Petunia Pig dès le commencement. Frank Tashlin utilise à nouveau la même année le personnage de Petunia dans deux autres dessins animés : L'Héritage de Porky (The Case of the Stuttering Pig) et Porky's Double Trouble.
La première apparence de Petunia Pig est proche de celle de Porky Pig, celle d'un cochon bien rond, mais un peu plus maigre que lui, et avec des cils longs et des membres plus fins. Comme lui, elle est « chauve ». Mais très vite, dès Porky's Double Trouble, son physique devient très proche de celui de la version retravaillée de Porky. Cependant, Petunia conserve les longs cils, et des cheveux noirs lui sont ajoutées ; ces caractéristiques seront conservées jusque dans la version modernisée de Petunia dans le Looney Tunes Show.

## Filmographie
Petunia Pig au cinéma :
- Porky amoureux (Porky's Romance, 1937), voix originales de Bernice Hansen et Mel Blanc[1]
- L'Héritage de Porky (The Case of the Stuttering Pig, 1937), voix originales de Mel Blanc et Bernice Hansen[2]
- Porky's Double Trouble (1937), voix originale de Sara Berner[3]
- Porky's Picnic (1939), voix originale de Bernice Hansen[4]
- Naughty Neighbors (1939), voix originale de Bernice Hansen[5]
- Daffy et Porky sauvent le monde (The Day the Earth Blew Up: A Looney Tunes Movie), voix originale de Candi Milo[6]

Dans The ABC Saturday Superstar Movie :
- Daffy Duck and Porky Pig Meet the Groovie Goolies (1972), épisode TV, voix originale de Jane Webb

Petunia apparaît dans la collection de 19 dessins animés :
- Looney Tunes: Stranger Than Fiction (octobre 2003), voix originale de Grey DeLisle

Petunia Pig dans la série télévisée Baby Looney Tunes : (voix originale de Petunia par Chiara Zanni)
- Le Jardin des délices / Un Jour à la caserne (2005) épisode TV
- Une tortue nommée Myrtille / Rien de tel qu'un bon livre (2005), épisode TV
- Mélissa Pomme Pomme Girl / Daffy mauvais joueur (2005), épisode TV
- Une Journée de foot / Le Roi de la basse-cour (2005), épisode TV
- La Foire à la Tête d'ail / Le Feuilleté à la cannelle (2005), épisode TV